# Апольда
Апольда (нім. Apolda) — місто в Німеччині, розташоване в землі Тюрингія. Районний центр району Ваймарер-Ланд. 
Площа — 46,15 км2. Населення становить 23 072 ос. (станом на 31 грудня 2021).